# Początek ery nienawiści
Początek Ery Nienawiści – pierwszy album sosnowieckiego zespołu Frontside, wydany w 2000 roku.

## Lista utworów
1. Legiony Śmierci
2. Dlaczego?
3. Bestia
4. Przebudzenie
5. Pięciu wspaniałych chłopców z piekła

## Skład
- Sebastian „Astek” Flasza  - śpiew
- Mariusz „Demon” Dzwonek - gitara
- Szymon „Simon” Dzieciaszek - gitara
- Wojciech „Novak” Nowak - gitara basowa
- Paweł „Destroy” Śmieciuch - perkusja